# 宋哲 (晋朝)
宋哲（?—?），字世雋，西河界休人，晋愍帝时侍中。
建兴三年（315年）正月，晋愍帝以侍中宋哲为平东将军，驻军华阴。建兴四年（316年）八月，汉国刘曜进逼京师长安，京城内外断绝联系，镇西将军焦嵩、平东将军宋哲、新平郡太守竺恢等一同奔赴国难。建兴五年（317年）正月，平东将军宋哲投奔江南。二月廿八日，宋哲到建康，宣读晋愍帝诏书，让丞相司马睿总摄朝政，尽早克复旧都，修整宗庙陵墓，雪国家大耻。司马睿自称晋王，建立东晋。次年，司马睿知道晋愍帝的死讯，称皇帝，即晋元帝。